# Xã Mudgett, Quận Mille Lacs, Minnesota
Xã Mudgett (tiếng Anh: Mudgett Township) là một xã thuộc quận Mille Lacs, tiểu bang Minnesota, Hoa Kỳ. Năm 2010, dân số của xã này là 84 người.